# 니트로 레코드
니트로 레코드(Nitro Records)는 미국의 인디 음반사이다. 1995년, 오프스프링의 멤버 덱스터 홀랜드와 그렉 크리셀이 설립하였다.

## 밴드
- 30 풋 폴(30 Foot Fall)
- AFI
- 아쿠아배츠(The Aquabats)
- 불릿 트레인 투 베이거스(Bullet Train to Vegas)
- 바디자(Bodyjar)
- 크라임 인 스테레오(Crime in Stereo)
- 댐드(The Damned)
- Divit
- 돈 룩 다운(Don't Look Down)
- 에너미 유(Enemy You)
- 엔사인(Ensign)
- Exene Cervenka and the Original Sinners
- 거터마우스(Guttermouth)
- 히트 더 스위치(Hit the Switch)
- 저그스 리벤지(Jugg's Revenge)
- 레터스 오거나이즈(The Letters Organize)
- 로스트 시티 앤젤스(Lost City Angels)
- 머치 더 세임(Much the Same)
- 노 트리거(No Trigger)
- 오프스프링(The Offspring)
- 원 히트 원더(One Hit Wonder)
- 루피오(Rufio)
- 슬로피 세컨즈(Sloppy Seconds)
- 선 오브 샘(Son of Sam)
- 스테이브제이커(Stavesacre)
- 더스타트(theSTART)
- 터보 A.C.'s(The Turbo A.C.'s)
- TSOL
- 업 신드롬(Up Syndrome)
- 반달스(The Vandals)
- 윌헬름 스크림(A Wilhelm Scream)